# Omphalina

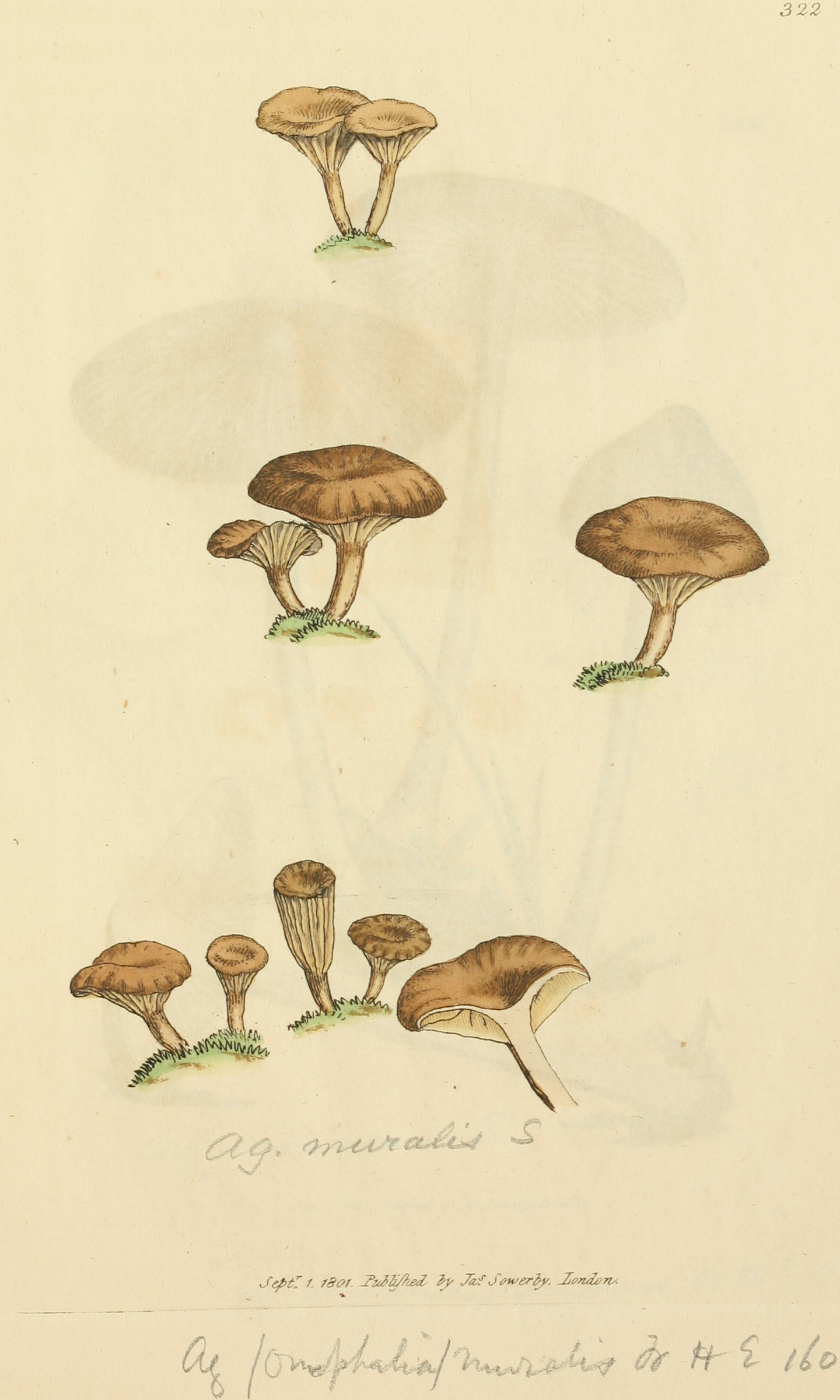

Omphalina Quél. (pępówka) – rodzaj grzybów należący do rzędu pieczarkowców (Agaricales).

## Charakterystyka
Grzyby żyjące przeważnie w glebie, rzadziej na drewnie. Wytwarzają owocniki o suchych, higrofanicznych kapeluszach o blaszkowym hymenoforze i tzw. „pępkiem” w centrum. Blaszki hymenoforu są zbiegające i szeroko rozstawione, o nieregularnej tramie. Zarodniki pępówek mają pokrój eliptyczny, są gładkie, pozbawione pory rostkowej, a ich wysyp zarodników jest przeważnie biały (czasem różowy), nieamyloidalny.

## Systematyka i nazewnictwo
Pozycja w klasyfikacji według Index Fungorum: Incertae sedis, Agaricales, Agaricomycetidae, Agaricomycetes, Agaricomycotina, Basidiomycota, Fungi.
Synonimy naukowe:

- Agaricus trib. Omphalia Fr.
- Botrydina Bréb. ex Menegh.
- Coriscium Vain.
- Helotium Tode
- Omphalia (Fr.) Staude
- Phaeotellus Kühner & Lamoure
- Phalomia Nieuwl.
- Phytoconis Bory[3].

Polską nazwę podał Stanisław Chełchowski w 1898 r. W polskim piśmiennictwie mykologicznym rodzaj ten opisywany był też jako bedłka, lub pępowiec.
Liczne gatunki dawniej zaliczane do rodzaju Omphalina zostały w wyniku najnowszych ustaleń taksonomicznych przeniesione do innych rodzajów, szczególnie do rodzaju Arrhenia.
Gatunki występujące w Polsce:
- Omphalina mutila (Fr.) P.D. Orton 1960[6]
- Omphalina pyxidata (Bull.) Quél. 1886 – pępówka kubkowata
- Omphalina setipes (Fr.) Raithelh. 1992 – tzw. spinka fioletowotrzonowa
- Omphalina subhepatica (Batsch) Murrill 1916 – pępówka wątrobiana[7]

Nazwy naukowe na podstawie Index Fungorum. Wykaz gatunków i nazwy polskie według W. Wojewody i innych.